# Incarichi reali sotto le dinastie merovingie e carolingie
Gli incarichi reali dei primi re dei Franchi sono oggetto di considerevoli discussioni. Queste hanno lo scopo di identificare i principali incarichi dell'amministrazione e riconoscere ai detentori di tali cariche chi ebbe maggiori impatti storici. Ogni re dei Franchi da Clodoveo I a Carlo il Calvo aveva una grande schiera di consiglieri e burocrati che aiutavano i sovrani a governare il regno. Questi sostenitori della corona sono spesso sconosciuti, ma spesso furono antenati dei successivi sovrani di Francia. Tutto ciò non è un elenco completo ed esaustivo di coloro che lavorarono e sostennero i re, ma serve da guida per ulteriori studi. Una discussione generale sulle dinastie merovingie e carolingie è disponibile negli articoli principali associati.

## Maggiordomi di palazzo
Sotto i re merovingi, il maggiordomo di palazzo (maiores palatii), chiamato anche maestro di palazzo, era il gestore della famiglia del re franco. L'ufficio esistette dal VI secolo e durante il VII si trasformò nel vero baricentro di potere del regno. Alcuni dei maggiordomi più significativi furono:
- Pipino di Landen, maggiordomo sotto Dagoberto I e Sigeberto III;
- Grimoaldo il Vecchio, figlio del precedente;
- Pipino di Herstal;
- Carlo Martello, figlio del precedente e padre del primo re carolingio Pipino il Breve, a sua volta padre di Carlo Magno.

## Consiglieri del re
Dopo l'ascesa dei maestri di palazzo carolingi a capi di governo, i nuovi re non commisero l'errore dei merovingi di attribuire troppo potere ai loro subalterni, ma si affidarono ancora a consiglieri senior, principalmente provenienti dalle file del clero. I principali consiglieri furono:
- San Fulrado, consigliere di Pipino il Breve e Carlo Magno;
- Ebbone, arcivescovo di Reims, consigliere di Ludovico il Pio;
- Adalardo di Corbie, nipote di Carlo Martello, ebbe un ruolo chiave durante il regno di Ludovico il Pio;
- Incmaro, arcivescovo di Reims, consigliere principale, amico e capo della propaganda di Carlo il Calvo.[2]

## Cancelliere
Era l'ufficiale di stato responsabile della magistratura e con il compito di controllare che i decreti reali fossero stati registrati dai vari parlamenti, le corti d'appello provinciali. Alcuni significativi cancellieri furono:
- San Remigio, vescovo di Reims e apostolo dei Franchi;
- San Romano di Rouen, vescovo di Rouen;
- Sant'Ansberto, vescovo di Rouen;
- Sant'Audoeno, vescovo di Rouen;
- San Bonito, vescovo dell'Alvernia;
- Roberto II, antenato dei Robertingi;
- Fulrado, abate di Sanint-Denis;
- Alcuino di York, abate di Tours;
- Fridgise, cancelliere di Carlo Magno, poi di Ludovico il Pio;
- Adalardo il Siniscalco;
- Rinaldo di Vendôme, vescovo di Parigi;
- Gerberto d'Aurillac, in seguito papa Silvestro II.

## Siniscalco
Era l'ufficiale reale incaricato della giustizia e del controllo dell'amministrazione (in francese, sénéchal). Alcuni importanti siniscalchi furono:
- Ugoberto (sotto Teodorico III e suo figlio Childeberto III);
- Adalardo il Siniscalco (sotto Ludovico il Pio).

## Amministratore del Fisco
Era conosciuto anche come il Maestro della moneta. Il fisco era il sistema applicato alle terre della corona in cui le tasse erano usate per il sostentamento della famiglia reale. L'unico amministratore del fisco registrato fu:
- Engilrammo (sotto Carlo il Calvo), nonno di Ottone, duca di Lorena.

## Maestro dei portieri
Non esiste una registrazione sulle funzioni di questa carica in Francia, sebbene fosse importante in Ungheria. Le uniche persone conosciute con questo titolo sono:
- Engilrammo;
- Bosone di Provenza.

## Conte palatino
I re merovingi impiegarono un alto ufficiale, il conte palatino (in latino, comes palatines), che inizialmente assistette il re nelle sue funzioni giudiziarie e, in un secondo momento, assolse molte di queste lui solo. Alcuni conti importanti furono:
- Crodoberto II;
- Roberto I, conte di Hesbaye;
- Vigerico di Lotaringia.

## Grafio
Non è chiaro quali fossero i doveri legati a questa carica, né alcun grafio è stato registrato se non su un documento del 28 febbraio 693 di Clodoveo III.

## Domesticus
Sempre menzionato nel documento di Clodoveo III sopra menzionata, le persone note che coprirono la carica furono:
- Ansegiso, che servì Sigeberto III d'Austrasia come duca e domesticus;
- Dodo, domesticus di Pipino di Herstal, assassinato dalla famiglia di Lamberto di Maastricht.

## Referendario
Gli ufficiali del palazzo dovevano controllare le lettere reali nelle cancellerie per decidere se dovevano essere firmate e distribuite. Alcuni degli uomini più significativi che coprirono la carica furono:
- San Remigio, vescovo di Reims;
- Ansberto, vescovo di Rouen, alla corte di Clotario II;
- Roberto I, vescovo di Tours, alle corti di Dagoberto I e Clodoveo II;
- Bonito, vescovo d'Alvernia, alla corte di Sigeberto III, re d'Austrasia;
- Roberto II, alla corte di Clotario III.

## Gran Referendario
Presumibilmente un ufficiale responsabile di più referendari. L'unico Gran Referendario noto è:
- Audoeno, vescovo di Rouen, Gran Referendario di Dagoberto I e Clodoveo II.

## Magister Ostiariorum(Maestro delle Porte)
Dirigeva il personale del palazzo e controllava l'accesso al re. L'unico detentore noto di questa posizione è:
- Bosone di Provenza (sotto Luigi il Balbo).

## Ciambellano
Nel tardo Medioevo, la posizione di ciambellano era associata al mantenimento della camera del re e del suo guardaroba. Non è chiaro se i primi ruoli in questa posizione fossero limitati a questi compiti, poiché chi coprì la suddetta carica era spesso un conte potente. In ogni caso, di questo periodo sono noti i seguenti ciambellani:
- Reginar (Rainier) (sotto Ludovico il Pio), giustiziato per aver tramato con Bernardo d'Italia contro la corona;[6]
- Vivian (sotto Carlo il Calvo);[7]
- Engilrammo (sotto Carlo il Calvo), spodestato da Richilde di Provenza a favore di suo fratello Bosone;
- Bosone di Provenza (sotto Carlo il Calvo e Luigi il Balbo).

## Missi dominici
Un'ultima categoria di membri della corte sono i Missi dominici, che viaggiarono fino ai confini del regno per diffondere il volere reale. Vedi il capitolare di Servais per un elenco dei vescovi, degli abati e dei conti che sostennero Carlo il Calvo nel gestire le terre, così come i capitolari di Carlo Magno e i capitolari di Carlo Calvo.